# Stadion Rudolfa Labaje
Het Stadion Rudolfa Labaje is een voetbalstadion in de Tsjechische stad Třinec. Het stadion is de thuishaven van de MSFL-club FK Třinec en is vernoemd naar de voormalige trainer van de club Rudolf Labaj. Stadion Rudolfa Labaje heeft een capaciteit van 2000 toeschouwers. In de directe omgeving van het stadion bevinden zich een atletiekstadion en een schaatsstadion.